# Jean-Dominique Bauby
Jean-Dominique Bauby (Parigi, 23 aprile 1952 – Berck, 9 marzo 1997) è stato un giornalista francese, redattore capo della rivista Elle.

## Biografia
All'età di 43 anni, l'8 dicembre 1995, Bauby ebbe un ictus. Quando si risvegliò, venti giorni dopo, scoprì che il suo corpo aveva cessato di funzionare del tutto: poteva controllare soltanto la sua palpebra sinistra. Questa è una rara condizione chiamata sindrome locked-in. In queste condizioni, tuttavia, muovendo la palpebra sinistra riuscì a dettare, parola per parola, i suoi pensieri, così da riuscire a scrivere in questo modo il libro Lo scafandro e la farfalla. Bauby, con un battito di ciglio, fermava il suo interlocutore su una lettera dell'alfabeto che gli veniva recitato secondo l'ordine di maggior utilizzo delle lettere (E, S, A, R, I, N, T...). Il libro fu pubblicato in Francia il 27 febbraio del 1997. Bauby morì dieci giorni dopo la pubblicazione del suo libro per un arresto cardiaco; è stato seppellito nella tomba di famiglia nel cimitero di Père-Lachaise a Parigi.

## Trasposizione cinematografica
Nel 2007, il regista Julian Schnabel ha realizzato una versione cinematografica del libro di Bauby, Lo scafandro e la farfalla. L'attore Mathieu Amalric è stato scelto per interpretare Bauby, e Schnabel ha vinto il premio per il miglior regista a Cannes.